# Expresso II
Expresso II è l'ottavo album in studio pubblicato a nome dei Gong, che rappresenta però, nella realtà dei fatti, il secondo album in studio pubblicato dai Pierre Moerlen's Gong. Fu pubblicato nel mese di febbraio 1978 dalla Virgin Records.

## Descrizione

### L'album
Lo stile di questo album è totalmente analogo a quello del precedente album dei Pierre Moerlen's Gong Gazeuse!, ossia un album concentrato sullo stile fusion e jazz di Pierre Moerlen e, tematicamente parlando, con sonorità distanti e talvolta distaccate dal rock psichedelico dei Gong guidati da Daevid Allen.
Ugualmente a Gazeuse! anche questo album fu pubblicato a nome dei Gong per motivi contrattuali.
Questo è stato l'ultimo album dei Gong pubblicato dalla Virgin Records. Gli album successivi verranno pubblicati dalla Arista Records.

## Nella cultura di massa
Il brano Heavy Tune venne usato nella colonna sonora di Grand Theft Auto IV sulla radio Fusion FM.

## Tracce
Lato A
1. Heavy Tune – 6:22 (Pierre Moerlen)
2. Golden Dilemma – 4:51 (Hansford Rowe)
3. Sleepy – 7:17 (Mireille Bauer)

Durata totale: 18:30
Lato B
1. Soli – 7:37 (Hansford Rowe)
2. Boring – 6:23 (Mireille Bauer)
3. Three Blind Mice – 4:47 (Benoît Moerlen)

Durata totale: 18:47

## Formazione

### Pierre Moerlen's Gong
- Pierre Moerlen - batteria, vibrafono, marimba, timpani, glockenspiel, xilofono, campane tubolari
- Benoît Moerlen - vibrafono, marimba, xilofono, glockenspiel, legnetti, percussioni, campane tubolari
- Mireille Bauer - marimba, vibrafono
- Hansford Rowe - basso elettrico, chitarra ritmica (traccia 2)

### Altri musicisti
- Mick Taylor - chitarra elettrica (traccia 1)
- Allan Holdsworth - chitarra elettrica (tracce 3, 4, 6), chitarra ritmica (traccia 1)
- Bon Lonzaga - chitarra elettrica (traccia 2), chitarra ritmica (traccia 3)
- Darryl Way - violino (tracce 3, 5)
- François Causse - conga